# Tullaghan
 Tullaghan  (irlandais : An Tulachán) est un village du comté de Leitrim en Irlande

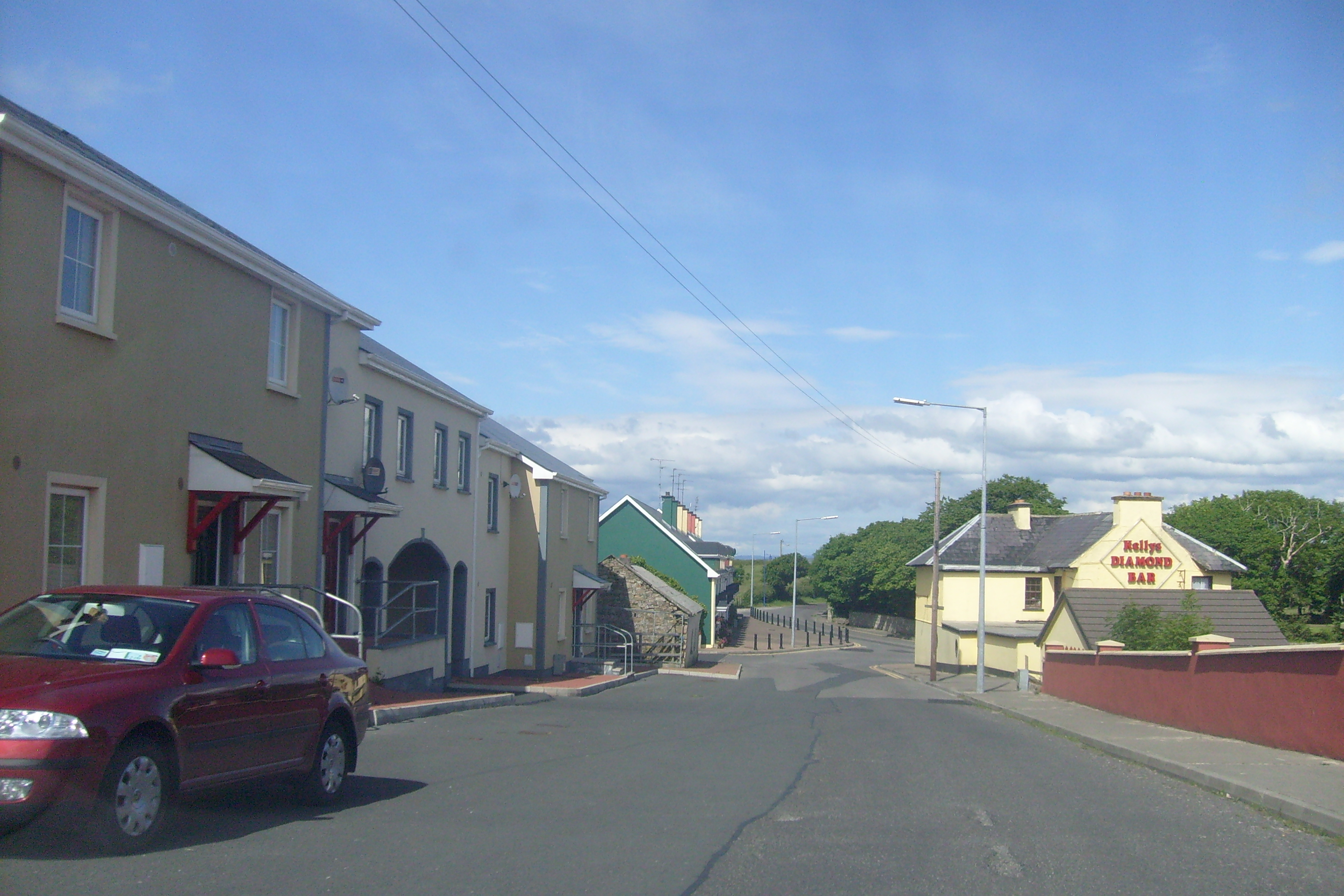
Tullaghan, conte de leitrim.